# ウェイマスFC
ウェイマス・フットボール・クラブ（Weymouth Football Club）は、イングランド、ドーセット州ウェイマスを本拠地とするサッカークラブチームである。2022-23シーズンはナショナルリーグ・サウス（6部相当）に所属。

## タイトル

### 国内タイトル
- カンファレンス・サウス:1回

2005-2006
- サウザンリーグ・サウザンディヴィジョン:1回

1997-1998
- サウザンリーグ:2回

1964-1965, 1965-1966
- ウェスタンリーグ・ディヴィジョン1:3回

1922-1923, 1936-1937, 1937-1938
- ウェスタンリーグ・ディヴィジョン2:1回

1933-1934
- ドーセットリーグ・ディヴィジョン1:1回

1921-1922
- ドーセットリーグ:2回

1897-1898, 1913-1914

### 国際タイトル
- なし

## 歴代所属選手
- アダム・レグズディンス 2009